# Carmenta wellerae
Carmenta wellerae is een vlinder uit de familie wespvlinders (Sesiidae), onderfamilie Sesiinae.
Carmenta wellerae is voor het eerst wetenschappelijk beschreven door Duckworth & Eichlin in 1976. De soort komt voor in het Nearctisch gebieden het  Neotropisch gebied.